# Valle de las Salinas
El Valle de las Salinas es una región del estado de Nuevo León, la cual la integran los municipios como El Carmen, Hidalgo, Abasolo, Salinas Victoria, Ciénega de Flores, General Zuazua, Mina, Marín, Higueras y Pesqueria
Esta región se llama así desde tiempos de la época colonial porque había muchas salinas dónde se adquiría sal. Dónde la cabecera desde 1587 fue  Salinas Victoria. 
- Datos: Q6159177